# Ácido pantoténico
A vitamina B5, também conhecida como ácido pantoténico (português europeu) ou ácido pantotênico (português brasileiro) ou pantotenato (íon proveniente do ácido pantotênico) é uma vitamina que ajuda a controlar a capacidade de resposta do corpo ao estresse e no metabolismo das proteínas, gorduras e açúcares.

## Estrutura e nomenclatura

Estrutura do ácido pantoténico.

Quimicamente, o ácido pantotênico é uma amida composta pelo ácido D-pantóico e o aminoácido beta-alanina. O nome sistemático da forma biologicamente activa (o isómero D; o isómero L não possui actividade biológica) é ácido 3-[(2R,4-dihidroxi-3,3-dimetilbutanoil)amino]propanóico.

## Principais funções
O ácido pantoténico é essencial na síntese da coenzima A, sendo por isso uma vitamina essencial no metabolismo dos mamíferos.
- Ajuda a controlar a capacidade de resposta do corpo ao estresse.
- Atua na produção dos hormônios das adrenais.
- Na formação de anticorpos.
- Ajuda no metabolismo das proteínas, gorduras e açúcares.
- Auxilia a conversão de lipídios, carboidratos e proteínas em energia.
- É necessária para produzir esteroides vitais e cortisona nas glândulas adrenais.

## Principais fontes
A vitamina B5 é encontrada no fígado, cogumelo cozido, milho, abacate e carne de galinha, ovos, leite, vegetais, legumes e cereais de grão. Os veganos, apesar de não ingerirem alimentos de origem animal, têm suas necessidades supridas em caso de praticarem dieta balanceada, orientada por um profissional da Nutrição.

## Sintomas de deficiência
Fadiga, má produção de anticorpos, cãibras musculares, dores e cólicas abdominais, insônia,mal-estar geral, fraqueza de unhas e cabelo.